# Stazione di Borgofranco
La stazione di Borgofranco è una stazione ferroviaria posta sulla linea Chivasso-Aosta, serve il comune di Borgofranco d'Ivrea.

## Strutture ed impianti
Il piazzale binari è composto da due binari, ciascuno dei quali servito da una propria banchina e collegati da una passerella a raso.

## Movimento
La stazione è servita da treni regionali di Trenitalia nell'ambito del contratto di servizio stipulato con la Regione Piemonte, in accordo con la Regione Val d'Aosta.
Con l'introduzione dell'orario invernale 2020/2021 (13 dicembre 2020) il servizio viaggiatori era risultato totalmente sospeso; a seguito di reclami di abitanti e istituzioni del Piemonte, dal 23 dicembre è stato parzialmente riattivato (3 fermate).
Dal 3 gennaio 2024 la stazione insieme alla tratta tra Ivrea e Aosta è sospesa e sostituita da bus per consentire i lavori di rinnovamento delle stazioni e l'elettrificazione della tratta.